# ネオジオ アーケードスティック プロ
ネオジオ アーケードスティック プロ（NEOGEO Arcade Stick PRO）は、SNK（以下「現・SNK」）より2019年11月11日に発売された家庭用テレビゲーム機。
SNK (旧社)が1990年代に発売したゲーム機「ネオジオ」のゲームソフト20本をプリインストール（内蔵）している（後述する「隠しタイトル」が数タイトルあり）。定価は13,900円（税別）。

## 概要
前年、現・SNKが本機と同様ネオジオタイトルを多数内蔵収録してリリースした復刻系ゲーム機・ネオジオ ミニ（以下「ミニ」）と同様のコンセプトを持つ。「ミニ」は本機リリースの数か月前に一部限定エディションを除いて生産終了しており、「ミニ」の後継機的な形になっているが、デザインはネオジオCDに同梱されたコントロールパッドを模した形状で、本体と（1P）プレイヤーが操作するためのジョイスティックが後述する理由により一体化している。

## ハードウェア
本機と「ミニ」では、下記の通りいくつか決定的な仕様の差異がある。
- 液晶ディスプレイ非搭載。オリジナルのネオジオ同様、据え置き機として使うことが基本となっており、本機内蔵ゲームを遊ぶ場合は外部ディスプレイとの接続が必須となる（接続の仕様は「ミニ」と同じ）。
- 本機は名称のとおり、本来はジョイスティック（アーケードスティック）として設計・リリースされている。「ミニ」は勿論、PCに接続することで、それぞれの機種で操作が可能となる（本体のスイッチを通常の「コンソールモード」から「ジョイスティックモード」に切り替える操作が必要。「ミニ」への接続は付属している変換プラグが必要）。なお、現時点ではPlayStationやNintendo SwitchといったSNK以外の同業他社がリリースしている家庭用ゲーム機に接続しても動作しない。
  - 本体には外部コントローラ接続端子も付いており、対戦プレイ時には前述とは逆に「ミニ」に付いているコントローラや、「ミニ」用に別売りされている「ネオジオ ミニパッド」を接続して使うことができる。仕様的には別のネオジオ  アーケードスティック プロを接続することも可能（内蔵ゲームを遊ぶ場合は接続される側のものを使用する）。「ミニ」同様、他メーカーのUSB接続型アーケードスティックについては単純にコントローラ端子へ接続するだけでは動作しない。
- 初期状態でプレイ可能なゲームタイトル数が「ミニ」の40タイトルに比べて半減している。しかも大半が「ミニ」にも収録されている。しかし本機は前述したとおりジョイスティックとして使うことが本来の用途であり、（本機単独で遊べる）内蔵ゲームは厳密にいうと「ボーナス特典」とされている。
- ただし、本機には数タイトルが隠し収録されている。#外部リンクに記した公式サイトで不定期に公開されるロック解除キーファイルを指定された方法で本機に読み込ませることで隠し属性が解放（アンロック）、プレイが可能となる（2020年5月時点までにアンロックされた12タイトルはいずれも「ミニ」収録作品）。

## 収録タイトル
- 現時点では「ミニ」のような「インターナショナル版」「限定版」といった特別版は無くすべてが「通常版」
- 備考「☆」マークは「ミニ」には内蔵されていない本作独自収録タイトル。
- 備考「隠」は前述した特殊な作業を行うことでプレイ可能となる「隠しタイトル」作品。

| タイトル                                            | 英題                                        | 開発元   | 備考                     |
| --------------------------------------------------- | ------------------------------------------- | -------- | ------------------------ |
| ザ・キング・オブ・ファイターズ '95                  | THE KING OF FIGHTERS '95                    | SNK      |                          |
| ザ・キング・オブ・ファイターズ '97                  | THE KING OF FIGHTERS '97                    | SNK      |                          |
| ザ・キング・オブ・ファイターズ '98                  | THE KING OF FIGHTERS '98                    | SNK      |                          |
| ザ・キング・オブ・ファイターズ '99                  | THE KING OF FIGHTERS '99                    | SNK      |                          |
| ザ・キング・オブ・ファイターズ 2000                 | THE KING OF FIGHTERS 2000                   | SNK      |                          |
| ザ・キング・オブ・ファイターズ 2002                 | THE KING OF FIGHTERS 2002                   | SNK      |                          |
| 真サムライスピリッツ 覇王丸地獄変                   | SAMURAI SHODOWN II                          | SNK      |                          |
| サムライスピリッツ 斬紅郎無双剣                     | SAMURAI SHODOWN III                         | SNK      |                          |
| サムライスピリッツ 天草降臨                         | SAMURAI SHODOWN IV                          | SNK      |                          |
| サムライスピリッツ零SPECIAL                         | SAMURAI SHODOWN V SPECIAL                   | SNK      |                          |
| 餓狼伝説SPECIAL                                     | FATAL FURY SPECIAL                          | SNK      |                          |
| 餓狼伝説3                                           | FATAL FURY 3                                | SNK      |                          |
| 餓狼 MARK OF THE WOLVES                             | GAROU: MARK OF THE WOLVES                   | SNK      |                          |
| ワールドヒーローズ2                                 | WORLD HEROES 2                              | ADK      | ☆                        |
| ワールドヒーローズ2JET                              | WORLD HEROES 2 JET                          | ADK      | ☆                        |
| ワールドヒーローズ パーフェクト                     | WORLD HEROES PERFECT                        | ADK      |                          |
| 風雲スーパータッグバトル                            | KIZUNA ENCOUNTER                            | SNK      |                          |
| 龍虎の拳                                            | ART OF FIGHTING                             | SNK      |                          |
| 幕末浪漫第二幕 月華の剣士〜月に咲く華、散りゆく花〜 | THE LAST BLADE 2                            | SNK      |                          |
| NINJA MASTER'S〜覇王忍法帖〜                        | NINJA MASTER'S                              | SNK      |                          |
| メタルスラッグ                                      | METAL SLUG                                  | ナスカ   | 隠（2019年12月16日開放） |
| メタルスラッグ2                                     | METAL SLUG 2                                | SNK      | 隠（2019年12月16日開放） |
| 幕末浪漫 月下の剣士                                 | THE LAST BLADE                              | SNK      | 隠（2020年1月24日開放）  |
| ショックトルーパーズ                                | Shock Troopers                              | ザウルス | 隠（2020年1月24日開放）  |
| 餓狼伝説 〜宿命の闘い〜                             | Fatal Fury                                  | SNK      | 隠（2020年2月14日開放）  |
| LEAGUE BOWLING                                      | League Bowling                              | SNK      | 隠（2020年2月14日開放）  |
| メタルスラッグ3                                     | METAL SLUG 3                                | SNK      | 隠（2020年3月13日開放）  |
| 風雲黙示録 〜格闘創世〜                             | SAVAGE REIGN                                | SNK      | 隠（2020年3月13日開放）  |
| 得点王                                              | Super Sidekicks                             | SNK      | 隠（2020年4月13日開放）  |
| メタルスラッグX                                     | METAL SLUG X                                | SNK      | 隠（2020年4月13日開放）  |
| ザ・スーパースパイ                                  | THE SUPER SPY                               | SNK      | 隠（2020年5月15日開放）  |
| ニンジャコンバット                                  | NINJA COMBAT                                | SNK      | 隠（2020年5月15日開放）  |
| 餓狼伝説2 〜新たなる闘い〜                          | FATAL FURY 2                                | SNK      | 隠（2020年6月19日開放）  |
| サッカーブロール                                    | SOCCER BRAWL                                | SNK      | 隠（2020年6月19日開放）  |
| リアルバウト餓狼伝説スペシャル                      | REAL BOUT FATAL FURY SPECIAL                | SNK      | 隠（2020年7月17日開放）  |
| ショックトルーパーズ セカンドスカッド               | SHOCK TROOPERS 2ND SQUAD                    | ザウルス | 隠（2020年7月17日開放）  |
| サムライスピリッツ                                  | SAMURAI SHODOWN                             | SNK      | 隠（2020年8月21日開放）  |
| メタルスラッグ4                                     | METAL SLUG 4                                | SNK      | 隠（2020年8月21日開放）  |
| ART OF FIGHTING 龍虎の拳 外伝                       | THE PATH OF THE WARRIOR -ART OF FIGHTING 3- | SNK      | ☆隠（2020年9月10日開放） |
| メタルスラッグ5                                     | METAL SLUG 5                                | SNK      | 隠（2020年9月10日開放）  |

## 周辺機器
ジョイスティックボールカバー
白・黄・緑の3色を用意。
シリコーンカバー
本機にかぶせて使用、激しい操作で本機が動くのを防ぐ。黒・赤・黄の3色を用意。
ボタンステッカー
純粋なデコレーションキット。4デザインを用意。

## トピックス
- ネオジオ ミニ用のジョイスティックは、「ミニ」が発表された時点でユーザーから要望がありネット配信の生放送などで「検討する」といった発言はあった[要出典]が、実際に本機がリリースが発表されたのは「ミニ」の生産終了発表とほぼ同時であった。
- 「ジョイスティックにゲームがプリインストールされている」という本機のコンセプトに近いゲーム機は（21世紀以降にリリースされた機種限定）、カプコンの英国（UK）がユーロ圏限定で2019年に発売した「Capcom Home Arcade」がある[1]。